# ایوان لاینگ
ایوان لاینگ (انگلیسی: Ivan Laing; ۱۸ اوت ۱۸۸۵ – ۳۰ نوامبر ۱۹۱۷) بازیکن هاکی روی چمن اهل پادشاهی متحد بریتانیای کبیر و ایرلند بود.